# Tribunales de Trabajo y Previsión Social (Guatemala)
Los Juzgados de Trabajo y Previsión Social son las cortes encargadas de ejercer la resolución de conflictos en material laboral y de previsión social en todo el país. El fundamento legal se encuentra en el Decreto Número 1441 del Congreso de la República, Código de Trabajo, específicamente en los artículos 283 al 431.

## Organización e Integración
Los Tribunales de Trabajo y Previsión Social se organizan e integran de la siguiente manera:

### Corte Suprema de Justicia
La Corte Suprema de Justicia como tribunal jerárquico de superior categoría en materia laboral y previsión social tiene sus funciones establecidas en el artículo 431 del Código de Trabajo.

### Corte de Apelaciones
Las salas de la Cortes de Apelaciones conocerán en segunda instancia de los asuntos de trabajo y previsión social. Dichas salas están integradas por tres magistrados propietarios y tres suplentes electos por el Congreso de la República debiendo presidir el tribunal, el electo en primer término y correspondiendo la calidad de vocales primero y segundo a los otros dos en el orden de su elección. Actualmente hay seis salas de la Corte de Apelaciones en el ramo de trabajo y previsión social.

### Juzgados de Trabajo y Previsión Social
Los Juzgados de Trabajo y Previsión Social conocen en primera instancia todo lo concerniente a dicha materia, es decir son juzgados de Primera Instancia en ese ramo. Estos juzgados tienen jurisdicción en cada zona económica que la Corte Suprema de Justicia determine, atendiendo a:
- a) concentración de trabajadores;
- b) industrialización del trabajo;
- c) número de organizaciones sindicales tanto de trabajadores como patronales; y
- d) el informe que previamente debe rendir el Ministerio de Trabajo y Previsión Social, oyendo de previo a la Inspección General de Trabajo.

El número de juzgados debe ser determinado por la Corte Suprema de Justicia, la cual puede aumentarlo o disminuirlo cuando así lo estime necesario. Actualmente hay 22 juzgados en todo el país.

### Tribunales de Conciliación y Arbitraje
Los Tribunales de Conciliación y Arbitraje tienen como fin primordial mantener un justiciero equilibrio entre los diversos factores de la producción, armonizando los derechos del capital y del trabajo. Se integran con el juez de Trabajo y Previsión Social que los preside, un representante de los trabajadores y otro de los patronos. Estarán organizados en forma permanente en cada tribunal de trabajo y previsión social o tribunal que conozca en materia de trabajo. Estos tribunales en materia de arbitraje conocen los casos en primera instancia.

### Juzgados de Paz
Los juzgados de Paz conocen de todos aquellos conflictos de trabajo cuya cuantía no excede de tres mil (Q. 3,000.00) quetzales. Todos los Jueces de Paz de la República tienen competencia para conocer estos conflictos donde no hubiese Jueces Privativos de Trabajo y Previsión Social. Contra las resoluciones que se dicten caben los recursos que establece el Código de Trabajo.